# Morti nel 783
| Questa pagina contiene informazioni ricavate automaticamente dalle voci biografiche con l'ausilio del template Bio e di un bot. L'aggiornamento è periodico e automatico e ricostruisce completamente la pagina. Se manca una persona in questa lista, sei pregato di non aggiungerla, ma accertati piuttosto che la sua voce biografica contenga il template Bio e che i dati anagrafici siano correttamente compilati. Se il template Bio manca, inseriscilo tu stesso o, in alternativa, metti l'avviso {{tmp\|Bio}} che ne segnala la mancanza. Se i dati riportati sono sbagliati, correggi direttamente la voce biografica; le modifiche saranno visibili in questa lista entro pochi giorni. Per chiarimenti vedi il progetto biografie. La lista contiene solo le 8 persone che sono citate nell'enciclopedia e per le quali è stato implementato correttamente il template Bio. Pagina aggiornata al 10 ago 2025. |

- 30 aprile - Ildegarda (n. 758)
- 12 luglio - Bertrada di Laon, regina (n. 720)
- 27 settembre - Tomaso, arcivescovo italiano
- Al-Muqanna, politico e religioso persiano
- Liberto di Saint-Trond, monaco cristiano belga
- Megingaudo di Würzburg, vescovo, abate e santo tedesco (n. 710)
- Silo, re
- Bashshar ibn Burd, poeta persiano (n. 714)